# Bolsa de Varsovia
La Bolsa de Varsovia (en polaco: Giełda Papierów Wartościowych w Warszawie SA -GPW) es una bolsa de valores ubicada en Varsovia, Polonia, la bolsa más grande de Europa Central y Oriental. Tiene una capitalización de mercado de 1,05 billones de eslotis (232 mil millones de euros; al 23 de diciembre de 2020).
La WSE es miembro de la Federación de Bolsas de Valores Europeas. El 17 de diciembre de 2013, la WSE también se unió a la Iniciativa de bolsas de valores sostenibles (SSE) de las Naciones Unidas.

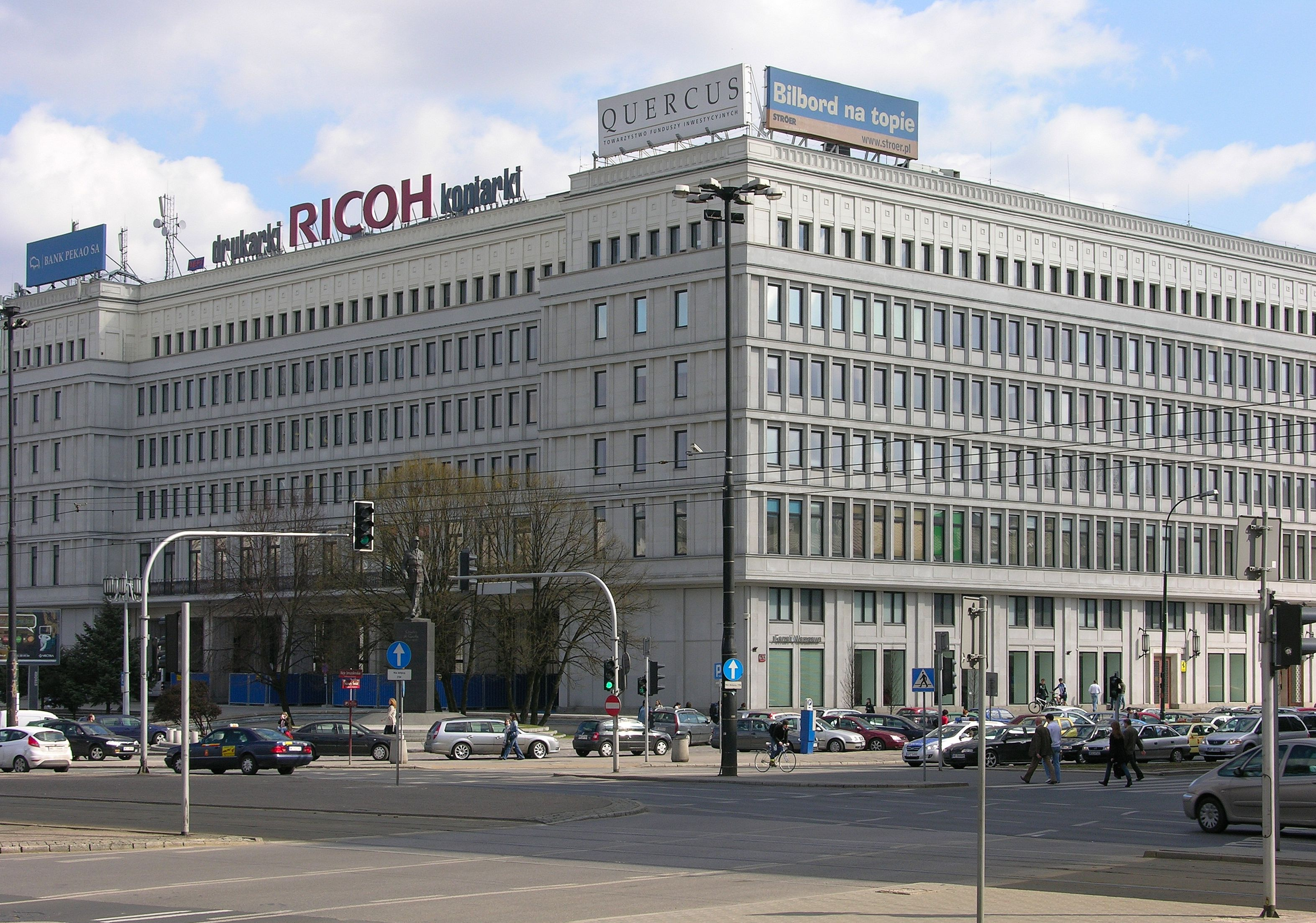
La Bolsa 1991–2000. El edificio que anteriormente fue la sede del Partido Comunista